# Hilduin von Saint-Denis

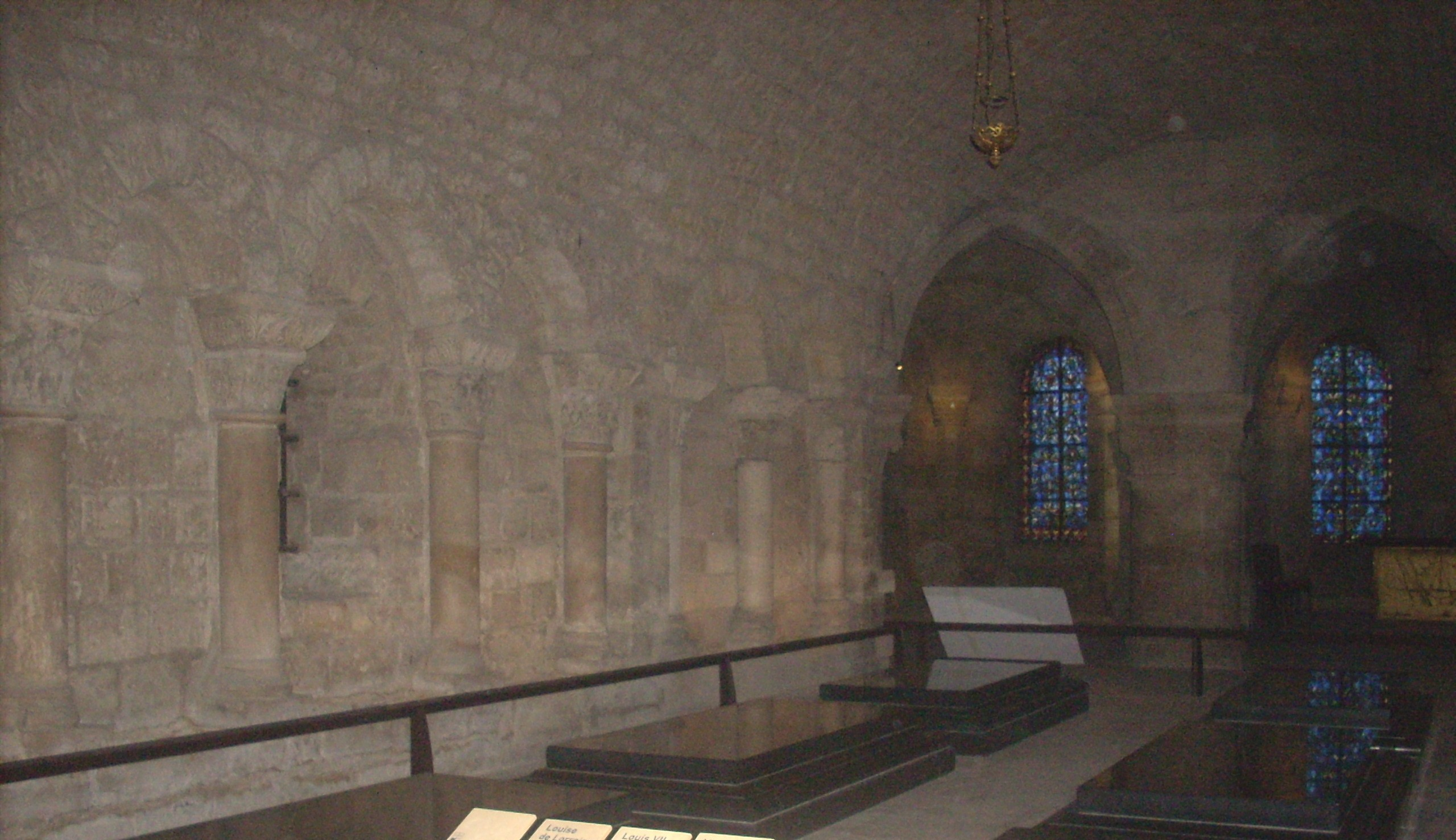
Hilduin-Kapelle in der Krypta der Basilika Saint-Denis (839)

Hilduin von Saint-Denis († 22. November 840/oder 855/861) war von 814 – mit einer kurzen Unterbrechung 830 – bis zu seiner Amtsenthebung 840 Abt von Saint-Denis sowie 819–831 Erzkaplan Ludwigs des Frommen. Er gehörte zu den einflussreichsten Persönlichkeiten seiner Zeit und hat durch seine politische und schriftstellerische Tätigkeit im ganzen Mittelalter nachgewirkt. Umstritten ist, ob er mit dem Hilduin identisch ist, der 842 zum Erzbischof von Köln erhoben wurde, sich in seinem Erzbistum jedoch nicht durchsetzen konnte.

## Hilduin als Abt von Saint-Denis
Hilduin war Franke und hatte durch seine familiäre Herkunft aus dem Hause der Herhardine und der Gerolde Zugang zu Bildung und Ämtern. Sein geistiger Horizont war von der Karolingischen Renaissance geprägt. Er war hochgebildet und auch des Griechischen mächtig. Er war Schüler Alkuins und Freund des Rabanus Maurus. Im Todesjahr Karls des Großen 814 wurde er, wahrscheinlich von dessen Sohn und Nachfolger Ludwig der Fromme begünstigt, Abt des bedeutendsten westfränkischen Klosters Saint-Denis nördlich von Paris. Zu seinen Schülern zählte Hinkmar von Reims.
Ludwig der Fromme machte ihn 819 in Aachen zu seinem Erzkaplan und übertrug ihm die Leitung weiterer wichtiger Klöster, unter anderem St. Médard in Soissons, das er mit Sebastians-Reliquien ausstatten konnte. Zu dieser Zeit hat er bestimmenden Einfluss auf die „Reichseinheitspolitik“ Ludwig des Frommen. So arbeitete er an der Ordinatio imperii von 817 mit, die 830 scheiterte. Offenbar im Interesse der Reichseinheit stellte sich Hilduin im Konflikt der Söhne Ludwigs mit ihrem Vater auf deren Seite. Daraufhin wurde er 830, nachdem er bei der Reichsversammlung in Nimwegen trotz Verbots mit Kriegern erschienen war, nach Corvey und Paderborn verbannt und auf der folgenden Reichsversammlung im Februar 831 als Abt und Erzkaplan abgesetzt. Noch im selben Jahr wurde er aber auf Betreiben Hinkmars begnadigt und erhielt zwei seiner Abteien zurück.
832 reformierte er Saint-Denis, 836 übertrug er die Reliquien des Heiligen Vitus aus Saint-Denis ins Kloster Corvey. 840 ergriff er erneut gegen Ludwig für Lothar I. Partei und verlor endgültig seine Abtswürde. Sein weiterer Lebensweg verliert sich entweder im Dunkeln, vermutlich aber ist er identisch mit Hilduin von Köln.

## Werke
Hilduin hat mehrere historisch-theologische Werke verfasst, darunter wahrscheinlich die Gesta Dagoberti über das Leben König Dagobert I. Er gilt als einer der Autoren der Reichsannalen. Am bedeutendsten war seine Lebensbeschreibung des hl. Dionysius von Paris, des Patrons von Saint-Denis, sowie die Herausgabe der Werke des Pseudo-Dionysius Areopagita auf Latein. Der Areopagit, dessen mystisch-platonische Schriften seitdem in Europa große Popularität erlangten, wurde von Hilduin mit Dionysius von Paris gleichgesetzt, was dem Kloster einen beträchtlichen Bedeutungszuwachs verschaffte.
Einige Indizien sprechen dafür, dass Hilduin von Saint-Denis der Namensgeber der Stadt Hildesheim (Hilduinesheim) ist.

## Hilduin als Erzbischof von Köln
Hilduin ist vermutlich identisch mit Erzbischof Hilduin von Köln. Wenn das stimmt, begab sich Hilduin 840 nach Einbüßung seiner Stellung in Corvey zu Kaiser Lothar I., der ihn 842 zum Erzbischof von Köln ernannte. Vermutlich konnte Hilduin sich aber lediglich im Machtbereich Lothars I. durchsetzen, während ihm im übrigen Gebiet der Erzdiözese die Gefolgschaft verweigert wurde. Es ist auch fraglich, ob er jemals die Bischofsweihe erhalten hat, die ihm seine sächsischen Suffragane wohl verweigerten. Denn diese standen auf der Seite seines Gegenspielers Liutbert, der Gefolgsmann König Ludwigs des Deutschen war. 844–855 ist Hilduin als Erzkanzler von Kaiser Lothar I. bezeugt. 850 kam es vermutlich zu einer Einigung. Liutbert wurde Münsteraner Bischof und Gunthar, Hilduins Neffe, übernahm den Kölner Erzbischofssitz. 855 scheint sich Hilduin ins Kloster Prüm zurückgezogen zu haben.